# Spiroctenus pallidipes
Spiroctenus pallidipes là một loài nhện trong họ Nemesiidae.
Spiroctenus pallidipes được miêu tả năm 1904 bởi Purcell.